# Florence Moncorgé-Gabin
Florence Moncorgé-Gabin (Boulogne-Billancourt, 28 de noviembre de 1949) es una directora de cine, guionista y escritora francesa.

## Carrera
Pasó su infancia en el campo en la zona de La Pichonnière en Moulins-la-Marche en Orne, Normandía. En 1972 comenzó su carrera como guionista con la película de Michel Audiard Elle causa plus... elle flingue. Más adelante trabajó con reconocidos directores como Claude Pinoteau, Georges Lautner, Jean Girault, Claude Lelouch y Francis Huster.
En 2006, a la edad de 56 años, dirigió su primera película, Le Passager de l'été, de la que escribió el guion, inspirada en los recuerdos de su infancia, experiencias personales, pasiones y recuerdos de su padre. Le dio el papel de Paulo a su hijo Jean-Paul. Florence es la hija del actor Jean Gabin y de Dominique Fournier, una diseñadora. Ella es la madre del actor Jean-Paul Moncorgé.

## Filmografía

### Guionista
- 1972 : Elle cause plus... elle flingue de Michel Audiard
- 1972 : Le Silencieux de Claude Pinoteau
- 1972 : Un flic de Jean-Pierre Melville
- 1973 : Les Granges brûlées de Jean Chapot
- 1973 : La Valise de Georges Lautner
- 1974 : La Gifle de Claude Pinoteau
- 1976 : L'Année sainte de Jean Girault
- 1977 : Le Grand Escogriffe de Claude Pinoteau
- 1977 : Le mille-pattes fait des claquettes de Jean Girault
- 1978 : L'Horoscope de Jean Girault
- 1978 : Le Gendarme et les Extra-terrestres de Jean Girault
- 1980 : La Boum de Claude Pinoteau
- 1982 : La Boum 2 de Claude Pinoteau
- 1984 : La 7ème cible de Claude Pinoteau
- 1984 : Le Joli cœur de Francis Perrin
- 1985 : La Galette du roi de Jean-Michel Ribes
- 1986 : Un homme et une femme: vingt ans déjà de Claude Lelouch
- 1986 : On a volé Charlie Spencer de Francis Huster
- 1986 : Attention bandits de Claude Lelouch
- 1987 : De guerre lasse de Robert Enrico
- 1989 : L'Autrichienne de Pierre Granier-Deferre